# 幻想即興曲
即興曲第4番 嬰ハ短調 遺作 作品66（そっきょうきょくだい4ばん えいハたんちょう いさく さくひん66）は、ポーランドの作曲家フレデリック・ショパンが作曲したピアノ曲である。ショパンの4曲の即興曲のうち最初に作曲され、ショパンの死後1855年、友人のユリアン・フォンタナの手により『幻想即興曲』（げんそうそっきょうきょく、ファンタジー・アンプロンプチュ、Fantaisie-Impromptu）と題して出版された。
ショパンの作品の中で最もよく知られる楽曲のひとつである。即興曲第4番はパデレフスキ旧全集による便宜上の番号である。

## 曲の構成
複合三部形式(A - B - A')による即興曲。
Allegro agitato (A)
嬰ハ短調、序奏 + 三部形式(a - b - a) + 経過句。左手は1拍が6等分、右手は1拍が8等分されたリズムとなっている（ポリリズム）。
トリオ Più lento - cantabile（フォンタナ版はLargo - Moderato cantabile）(B)
変ニ長調、序奏 + 三部形式(a - a' - b - a')。後半のb - a'は若干変化して繰り返される。
（フォンタナ版はPresto）（A'）
嬰ハ短調、三部形式。Aの再現。
コーダ
Bの主題が左手部分で回想され、静かに終わる。

## 公表の経緯
上述の通り、ショパンの生前には出版されなかった。ショパンは公表を控えるように頼んだが、フォンタナが遺言にそむいて出版した。

## 複数の版
この作品の筆写譜はいくつか現存しているものの、自筆譜は長らく見つかっていなかった。ところが、ショパンの弟子であるエステ公爵夫人に献呈された1835年の決定稿の自筆譜が、1962年アルトゥール・ルービンシュタインによって発見された。これは筆写譜との相違が多く、よりあとに書かれたものとみられる。
この新しい自筆譜に基づく版は、ウニヴェルザール出版社のウィーン原典版（エキエル編）、ポーランド音楽出版社のナショナル・エディション（エキエル編）、ペータース社の原典版（今井顕、バドゥラ＝スコダ編）、ペータース社の原典版ショパン全集新批判版（グラボフスキ、アーヴィング編）、およびヘンレ社の原典版ショパン全集旧批判版（ツィンマーマン編）で見ることができる。
ペータースの新版とヘンレの旧批判版はフォンタナ版と自筆譜の両方が収録されている。フォンタナがいかなる経緯で音符の端々を変更したのか、詳細が明らかではない。

## 世界初録音
どちらの音源も現在ではmusic.apple.comで容易に探すことができる。
- フォンタナ版 - ヴィルヘルム・バックハウス (1908年)
- 自筆譜版 - アルトゥール・ルービンシュタイン (1964年)

## 備考
フランス語から直訳すると、これは後置修飾なので即興幻想曲であり、音楽評論家の遠山一行はNHK-FMの「名演奏家を聴く アルフレッド・コルトー集」では即興幻想曲と発言して紹介していた。
1917年にハリー・キャロル作曲ジョセフ・マッカーシー作詞のI'm Always Chasing Rainbowは本作を引用している。